# Bad Blood (album Bastille)
Bad Blood (stylizowane jako BΔD BLOOD) – debiutancki album studyjny brytyjskiej indierockowej grupy Bastille. Wydany został 4 marca 2013 roku w Wielkiej Brytanii przez wytwórnię Virgin Records. Materiał na płytę był nagrywany od czerwca 2012 roku do stycznia 2013 roku w Londynie. Singlami pochodzącymi z tego wydawnictwa są „Overjoyed”, „Bad Blood”, „Flaws”, „Pompeii”, „Laura Palmer” oraz „Things We Lost in the Fire”.

## Tło i wydanie
Dan Smith podczas wywiadu na temat płyty stwierdził:

Do każdej piosenki podchodzę w inny sposób. Chciałem, żeby każda była odrębną opowieścią, z właściwym sobie nastrojem, innym brzmieniem i produkcją, z elementami różnych gatunków i stylów muzycznych hip hopu, indie, popu i folku. Soundtracki filmowe mogą być bardzo zróżnicowane, ale spaja je film; chciałem, żeby moja płyta też była różnorodna, ale spojona przez mój głos i sposób komponowania. Każdy fragment jest częścią większego obrazka".

## Lista utworów
| Nr  | Tytuł                        | Autorzy tekstów | Producenci           | Czas |
| --- | ---------------------------- | --------------- | -------------------- | ---- |
| 1.  | „Pompeii”                    | Dan Smith       | Dan Smith, Mark Crew | 3:34 |
| 2.  | „Things We Lost in the Fire” | Dan Smith       | Dan Smith, Mark Crew | 4:01 |
| 3.  | „Bad Blood”                  | Dan Smith       | Dan Smith, Mark Crew | 3:33 |
| 4.  | „Overjoyed”                  | Dan Smith       | Dan Smith, Mark Crew | 3:26 |
| 5.  | „These Streets”              | Dan Smith       | Dan Smith, Mark Crew | 2:55 |
| 6.  | „Weight of Living, Pt. II”   | Dan Smith       | Dan Smith, Mark Crew | 2:55 |
| 7.  | „Icarus”                     | Dan Smith       | Dan Smith, Mark Crew | 3:45 |
| 8.  | „Oblivion”                   | Dan Smith       | Dan Smith, Mark Crew | 3:16 |
| 9.  | „Flaws”                      | Dan Smith       | Dan Smith, Mark Crew | 3:38 |
| 10. | „Daniel in the Den"          | Dan Smith       | Dan Smith, Mark Crew | 3:09 |
| 11. | „Laura Palmer”               | Dan Smith       | Dan Smith, Mark Crew | 3:06 |
| 12. | „Get Home”                   | Dan Smith       | Dan Smith, Mark Crew | 3:11 |

## Pozycje na listach przebojów
| Kraj              | Lista (2013-14)        | Najwyższa pozycja | Status             |
| ----------------- | ---------------------- | ----------------- | ------------------ |
| Australia         | Top 50 Albums          | 10                | złota płyta        |
| Austria           | Alben Top 75           | 31                | platynowa płyta    |
| Belgia (Flandria) | Ultratop 50            | 6                 | złota płyta        |
| Belgia (Wallonia) | Ultratop 50            | 58                | złota płyta        |
| Francja           | Top 200 Albums         | 103               | —                  |
| Holandia          | Album Top 100          | 9                 | złota płyta        |
| Irlandia          | Top 100 Albums         | 5                 | złota płyta        |
| Kanada            | Canadian Albums Chart  | 19                | złota płyta        |
| Niemcy            | Top 100 Albums         | 23                | złota płyta        |
| Norwegia          | Top 40 Albums          | 10                | —                  |
| Nowa Zelandia     | Top 40 Albums          | 28                | —                  |
| Polska            | OLiS                   | —                 | platynowa płyta    |
| Portugalia        | Top 30 Albums          | 30                | —                  |
| Stany Zjednoczone | Billboard 200          | 11                | złota płyta        |
| Stany Zjednoczone | Top Alternative Albums | 3                 | złota płyta        |
| Stany Zjednoczone | Top Rock Albums        | 3                 | złota płyta        |
| Szwajcaria        | Alben Top 100          | 15                | —                  |
| Szwecja           | Top 60 Albums          | 42                | złota płyta        |
| Wielka Brytania   | Albums Top 100         | 1                 | 2× platynowa płyta |
| Włochy            | Top 100 Albums         | 33                | —                  |